# Vas Népe
A Vas Népe Vas vármegyei napilap.

## Története
A hét minden napján megjelenik, 16-20 oldal terjedelemben.  63 évvel ezelőtt, 1956. november 20-án jelent meg először mai címen a Vas Népe, a megye lapja. Előtörténete a 19. század második felébe nyúlik vissza, amikor a fővárosközpontú lapkiadás ellenpontozásaként vidéken is megjelent a helyi kiadású sajtó, a budapestiek bánatára, akik joggal látták riválisaiknak a megyei újságokat a hírpiacon. A vidéki lapok érdemben tudtak versenyre kelni az ország központjában előállított sajtótermékekkel, hiszen a helyben érdekes, helyi információkat tették elérhetővé a nagyközönség számára. A Vas Népe a 19. század végi, eredeti Vasvármegyét tartja jogelődjének, amely 1889. január 6-án jelent meg először, majd 1896-ban egyesült a Vasmegyei Lapokkal. Hetilapként indult, 1904-től azonban hetente hatszor nyomtatták. A lap politikai irányultsága többször változott, de az újság arculatát – és a megye sajtótörténetét – meghatározta a Lingauer Albin nyomda- és laptulajdonos személyisége, akit a „vidéki újságkirályként” is szoktak emlegetni. A maga korában ez a lap működött legtovább a megyében, 1945. március 26-án jelent meg utoljára.  Az 56 éven át tartó folyamatos működésnek köszönhetően a generációk hozzászoktak a napi újságolvasáshoz, ez a hagyomány a családokban bizonyíthatóan máig él, hiszen a Vas Népe most is Magyarország legnagyobb lefedettségű, egyik legolvasottabb napilapja.  
A Vasvármegye megszűnése után Szabad Vasmegye címen adtak ki helyi lapot, amely 1948 áprilisától Vasmegye címen látott napvilágot, miután egyesült az Új Vasvármegyével. 1949-ben magába integrálta a Szabad Kőszeg és Vidéke, valamint a Sárvár és Vidéke című hetilapokat. Ez is heti hatszor jelent meg, a már kialakult –akkor már fél évszázados – olvasói szokásoknak megfelelően. 
A Vas Népe megjelenésétől az MSZMP, majd a rendszerváltáskor az MSZP lapja volt a privatizációig. 1990. októberétől Kft-ként működött, amelynek tulajdonosai voltak: egy esseni központú (NSZK) sajtócsoport, a Westdeutsche Allgemeine Zeitung (WAZ), a szerkesztőség, a kiadó dolgozói és egy bank. 1990. november 16-tól a Koloner Kft. adta ki a Vas Népét.  A WAZ 49 százalékban, a Consultatio Kft. 21 százalékban, a lap dolgozói 30 százalékban osztoztak a tulajdonjogon. A Dolgozói Társaság 1994 végén értékesítette az üzletrészét, amely így a K. u. K. Gmbh und Co KG nevű cégé lett. A tulajdonosok nem csak a Vas Népét, hanem a veszprémi Naplót, a Zalai Hírlapot, a Fejér megyei Hírlapot és a Dunaújvárosi Hírlapot is megvásárolták.  A később Pannon Lapok Társaságának (PLT) elnevezett lapcsoport így négy megyében vált érdekeltté. Tíz év múlva, 2004 elejétől a lapok online felületen is megjelentek, a print változat pedig két jelentős díjat kapott a külső megjelenésének fejlesztéséért. A 2014-ben létrejött magyar médiavállalat, a Mediaworks Hungary Zrt.  – amely számos napilap, magazin, weboldal kiadója – vásárolta meg a Pannon Lapok Társasága Kiadói Kft-t 2016. szeptember 30-án. Így a PLT lapjai és a weboldalai, köztük a Vas Népe és a vaol.hu 2017. november 1-től, a Mediaworks égisze alatt működnek tovább. 
Számos társadalmilag is fontos esemény támogatója a napilap: ilyen a Vas megyei Prima díj (közönség szavazás és ifjúsági szavazás) is. A Vas Népe kiadásában jelenik meg minden évben a Top 100 Vas megye, amely a megye gazdasági szereplőinek előző évi teljesítményét mutatja be. A Vas Népének fontos a társadalmi szerepvállalás. 2018-ban indult a Hétköznapi hősök rovat, amely a nehéz helyzetben élő olvasóknak nyújt segítséget a nyilvánosság erejével. A megyei napilap minden év decemberében egy adott célért jótékonysági akcióval és gyűjtéssel segíti a rászorulókat, 2017-től jótékonysági koncerttel és jótékonysági kiállítással kiegészítve. A gyermeknapokon pedig a gyerekek levélben beküldött kívánságainak valóra váltásával igyekszik a megyei napilap jótékonykodni. 
Az 1956. november 20-ától megjelenő Vas Népét 1959. május 31-ig szerkesztőbizottság irányította, majd jöttek a főszerkesztők: előbb Lőrincz Károly, 1963-tól Szamos Rudolf, 1965-től Lénárt Lajos, 1968-tól Pozsgai Zoltán, 1984-től Csonka György, 1989-től Lengyel Sándor, 1993-tól Halmágyi Miklós, aki 2014-2017 között lapigazgató-főszerkesztőként dolgozott, mellette párhuzamosan Mehlhoffer Tamás volt az operatív szerkesztőségvezető- főszerkesztő. 2017. augusztusától Lőrincz-Farkas Eszter a lap főszerkesztője.

## Elismerések
- European Newspaper Award (2005)
- Newspaper Congress – Európai Nívódíj (2006)
- Az Év Honlapja (2017)
- Magyar Vöröskereszt Országos Vezetősége –  Év Médiatámogatója (2018)
- Érték és Minőség Nagydíj Pályázat Kommunikációért Nívódíjat (2019)
- Vas Megyei Értéktár – Kulturális Örökség

## Állandó oldalak
- Krónika
- Fókusz
- Gazdaság
- Térségi oldal – a megye városainak hírei
- Kultúra
- Műsor
- Sport
- Szolgáltatás
- Mozaik

## Alkalmankénti oldalak
- Hétvége
- Kijáró Ausztria – Az Ausztriában élő és dolgozó magyaroknak
- Kijáró Szlovénia – A határ mellett élő szlovénoknak és magyaroknak
- Felelős szülők
- Karrier
- Horgász – Vasi vizeken
- Laza – szombati szórakoztató, humoros oldal
- Sétatér – időszakosan megjelenő, középiskolások cikkeiből összeállított rovat
- Életmódi
- Szép otthon
- Lóerő
- Állatbarát
- Heti programajánló

## Mellékletek
- Jól vagyok
- Otthon vagyok
- Mindmegette
- Népsport
- TV Műsor
- Rejtvénytipp
- Előretolt Helyőrség

## Egyéb kiadványok
- Top100
- Foci Ősz
- Feldobás
- Vas Népe Másként
- Állásbörze
- Vén Diák (a megye ballagói)
- Megyekártya magazin

## Szerkesztőségek
- A főszerkesztőség Szombathelyen a Széll Kálmán u. 40. alatt működik. Tel.: 94/522-560,
- Ügyfélszolgálati irodák:  Szombathely, Celldömölk, Körmend, Sárvár, Szentgotthárd

### Főszerkesztők
- Lőrincz Károly 1959-1963
- Szamos Rudolf 1963-1965
- Lénárt Lajos 1965-1968
- Pozsgai Zoltán 1968-1984
- Csonka György 1984-1989
- Lengyel Sándor 1989-1993
- Halmágyi Miklós(wd) 1993-2017[2]
- Lőrincz-Farkas Eszter 2017-

## Nyomda
A Vas Népe nyomása a Mediaworks saját nyomdájában történik Veszprémben.